# Seznam zápasů portugalské fotbalové reprezentace na MS
Portugalská fotbalová reprezentace byla celkem 8x na mistrovstvích světa ve fotbale a to v letech 1966, 1986, 2002, 2006, 2010, 2014, 2018, 2022.
- Aktualizace po MS 2022 - Počet utkání - 35 - Vítězství - 18x - Remízy - 5x - Prohry - 12x

| Číslo | Soupeř            | Výsledek           | MS      | Fáze turnaje       | Góly Portugalska                                                                        |
| ----- | ----------------- | ------------------ | ------- | ------------------ | --------------------------------------------------------------------------------------- |
| 1.    | Maďarsko          | 3 – 1              | MS 1966 | základní skupina C | José Augusto de Almeida (2), José Augusto Torres                                        |
| 2.    | Bulharsko         | 3 – 0              | MS 1966 | základní skupina C | Ivan Vutsov, Eusébio, José Augusto Torres                                               |
| 3.    | Brazílie          | 3 – 1              | MS 1966 | základní skupina C | António Simões, Eusébio (2)                                                             |
| 4.    | Severní Korea     | 5 – 3              | MS 1966 | čtvrtfinále        | Eusébio (2 + 2 penalty), José Augusto                                                   |
| 5.    | Anglie            | 1 – 2              | MS 1966 | semifinále         | Eusébio (penalta)                                                                       |
| 6.    | Sovětský svaz     | 2 – 1              | MS 1966 | o 3. místo         | Eusébio (penalta), José Augusto Torres                                                  |
| 7.    | Anglie            | 1 – 0              | MS 1986 | základní skupina F | Carlos Manuel                                                                           |
| 8.    | Polsko            | 0 – 1              | MS 1986 | základní skupina F | Ne                                                                                      |
| 9.    | Maroko            | 1 – 3              | MS 1986 | základní skupina F | Diamantino Miranda                                                                      |
| 10.   | USA               | 2 – 3              | MS 2002 | základní skupina D | Beto, Jeff Agoos (vlastní USA)                                                          |
| 11.   | Polsko            | 4 – 0              | MS 2002 | základní skupina D | Pauleta (3), Rui Costa                                                                  |
| 12.   | Jižní Korea       | 0 – 1              | MS 2002 | základní skupina D | Ne                                                                                      |
| 13.   | Angola            | 1 – 0              | MS 2006 | základní skupina D | Pauleta                                                                                 |
| 14.   | Írán              | 2 – 0              | MS 2006 | základní skupina D | Deco, Cristiano Ronaldo (penalta)                                                       |
| 15.   | Mexiko            | 2 – 1              | MS 2006 | základní skupina D | Maniche, Simão Sabrosa (penalta)                                                        |
| 16.   | Nizozemsko        | 1 – 0              | MS 2006 | osmifinále         | Maniche                                                                                 |
| 17.   | Anglie            | 0 – 0 (pen. 3 - 1) | MS 2006 | čtvrtfinále        | penalty: Simão Sabrosa, Hélder Postiga, Cristiano Ronaldo                               |
| 18.   | Francie           | 0 – 1              | MS 2006 | semifinále         | Ne                                                                                      |
| 19.   | Německo           | 1 – 3              | MS 2006 | o 3. místo         | Nuno Gomes                                                                              |
| 20.   | Pobřeží slonoviny | 0 – 0              | MS 2010 | základní skupina G | Ne                                                                                      |
| 21.   | Severní Korea     | 7 – 0              | MS 2010 | základní skupina G | Raul Meireles, Simão Sabrosa, Hugo Almeida, Tiago Mendes (2) Liédson, Cristiano Ronaldo |
| 22.   | Brazílie          | 0 – 0              | MS 2010 | základní skupina G | Ne                                                                                      |
| 23.   | Španělsko         | 0 – 1              | MS 2010 | osmifinále         | Ne                                                                                      |
| 24.   | Německo           | 0 – 4              | MS 2014 | základní skupina G | Ne                                                                                      |
| 25.   | USA               | 2 – 2              | MS 2014 | základní skupina G | Nani, Silvestre Varela                                                                  |
| 26.   | Ghana             | 2 – 1              | MS 2014 | základní skupina G | John Boye (vlastní GHA), Cristiano Ronaldo                                              |
| 27.   | Španělsko         | 3 – 3              | MS 2018 | základní skupina B | 3x Cristiano Ronaldo (2 + 1 penalta)                                                    |
| 28.   | Maroko            | 1 – 0              | MS 2018 | základní skupina B | Cristiano Ronaldo                                                                       |
| 29.   | Írán              | 1 – 1              | MS 2018 | základní skupina B | Ricardo Quaresma                                                                        |
| 30.   | Uruguay           | 1 – 2              | MS 2018 | osmifinále         | Pepe                                                                                    |
| 31.   | Ghana             | 3 – 2              | MS 2022 | základní skupina H | Cristiano Ronaldo (penalta), João Félix, Rafael Leão                                    |
| 32.   | Uruguay           | 2 – 0              | MS 2022 | základní skupina H | 2x Bruno Fernandes                                                                      |
| 33.   | Jižní Korea       | 1 – 2              | MS 2022 | základní skupina H | Ricardo Horta                                                                           |
| 34.   | Švýcarsko         | 6 – 1              | MS 2022 | osmifinále         | 3x Gonçalo Ramos, Pepe, Raphaël Guerreiro, Rafael Leão                                  |
| 35.   | Maroko            | 0 – 1              | MS 2022 | čtvrtfinále        | Ne                                                                                      |